# 赫尔曼·弗洛克
赫尔曼·埃米尔·弗洛克（Hermann Emil Flörke，1893年10月23日—1979年8月19日）是一位纳粹德国国防军将领，曾在第二次世界大战期间指挥第14步兵師和第31步兵師，曾获颁鐵十字勳章、帶扣鐵十字勳章、騎士鐵十字勳章、德意志联邦共和国功绩勋章。